# Shane Bieber
Shane Robert Bieber, född den 31 maj 1995 i Orange i Kalifornien, är en amerikansk professionell basebollspelare som spelar för Cleveland Guardians i Major League Baseball (MLB). Bieber är högerhänt pitcher.
Bieber har tagits ut till MLB:s all star-match två gånger och till All-MLB First Team en gång samt har vunnit en Cy Young Award, priset till ligans bästa pitcher.

## Karriär

### College
Bieber spelade tre säsonger för University of California, Santa Barbara 2014–2016.

### Major League Baseball

#### Cleveland Indians/Guardians
Bieber draftades av Cleveland Indians 2016 som 122:a spelare totalt och redan samma år gjorde han proffsdebut i Indians farmarklubbssystem. Han spelade sin första match i MLB för Indians på sin 23-årsdag den 31 maj 2018 och under debutsäsongen var han 11–5 (elva vinster och fem förluster) med en earned run average (ERA) på 4,55 och 118 strikeouts på 20 matcher, varav 19 starter (114,2 innings pitched).
Bieber slog igenom stort 2019 då han togs ut till sin första all star-match, i och för sig bara som ersättare för den skadade Mike Minor. Han utsågs till matchens mest värdefulla spelare (MVP). Efter säsongen kom han fyra i omröstningen till American Leagues (AL) Cy Young Award. Han var under säsongen 15–8 med en ERA på 3,28 och 259 strikeouts på 34 matcher, varav 33 starter (214,1 innings pitched). Antalet strikeouts var tredje flest i AL och han pitchade näst flest inningar i ligan.
Biebers stjärna fortsatte att stiga under den av covid-19-pandemin kraftigt förkortade säsongen 2020. Han ledde AL i vinster (åtta), ERA (1,63) och strikeouts (122) och därigenom lyckades han med en Triple Crown (alla tre noteringarna var även bäst i hela MLB). Han var också bäst i AL i bland annat vinstprocent (0,889) och slaggenomsnitt mot (0,167) samt näst bäst i innings pitched (77,1). På vägen satte han ett nytt MLB-rekord när han nådde 100 strikeouts på bara 62,1 innings pitched, snabbare än någon startande pitcher i MLB:s historia. Han fick även göra sin första match i ett slutspel, i American League Wild Card Series mot New York Yankees, men där underpresterade han när Indians föll med 3–12 i första matchen. Efter säsongen vann han enhälligt AL:s Cy Young Award, kom fyra i omröstningen till AL:s MVP Award och valdes till All-MLB First Team.
Inledningen av 2021 års säsong var lika imponerande. Under alla Biebers första fyra starter hade han minst tio strikeouts, vilket inte hänt i MLB sedan 1893. Totalt under dessa matcher hade han 48 strikeouts, delat flest i MLB:s historia sedan åtminstone 1906 med Nolan Ryan (1978) efter de fyra första matcherna av en säsong. Räknade man in de två sista starterna 2020, då han också hade minst tio strikeouts, kom han upp i sex raka sådana matcher, vilket var nytt klubbrekord för Indians. I mitten av juni skadade han höger axel och han var fortfarande skadad när han togs ut till all star-matchen i juli och kunde därför inte delta. Skadan tog längre tid än väntat att läka och han kunde inte göra comeback förrän i säsongens slutskede i slutet av september. Han startade bara 16 matcher under säsongen och var 7–4 med en ERA på 3,17 och 134 strikeouts på 96,2 innings pitched.
Inför 2022 års säsong kom Bieber och Guardians, som klubben bytt smeknamn till, överens om ett ettårskontrakt värt sex miljoner dollar, och parterna undvek därigenom ett skiljeförfarande. Han nästan tiodubblade sin lön från föregående säsong.